# Hörbach (Herborn)
Hörbach ist ein Stadtteil von Herborn im mittelhessischen Lahn-Dill-Kreis.

## Geografische Lage
Hörbach liegt im Rehbachtal westlich der Kernstadt. Nördlich verläuft die Bundesstraße 255. Sie trifft über die Anschlussstelle Herborn-West auf die Bundesautobahn 45.

## Geschichte

### Ortsgeschichte
Die Gestaltung des Ortsnamens lässt auf eine fränkische Besiedlung schließen. Die Siedlungsspuren lassen jedoch eine Besiedlung durch die Kelten vermuten. In der Gemarkung liegen das jetzt abgebaute Basaltvorkommen des Steinringsbergs und alte Eisenerzgruben, von denen die letzte im Jahr 1934 eingestellt wurde.
Im Jahr 1287 wurden Ober- und Niederhörbach bekanntermaßen erstmals urkundlich erwähnt. Die Pfarrkirche entstand schon um 1240. Der Turmhelm wurde um 1461 aufgesetzt.
Am 24. April 1893 brach in einer Scheune ein Feuer aus, welches rasch auf die umliegenden Scheunen und Wohnhäuser übergriff. 59 Wohnhäuser und 17 Scheunen wurden ein Opfer der Flammen. Nur 17 Wohnhäuser und die Kirche blieben unversehrt. Noch heute hat sich deshalb in der heimischen Mundart der Satz: „Verloren wie Hörbach ’93!“ erhalten.
Die im Zweiten Weltkrieg an diesem Ort geplante Raketenfüllstation Steinringsberg wurde nicht realisiert.
Im Süden von Hörbach stehen zwei Mühlenanwesen, die „Andreasmühle“ und die „Klaasemühle“, von denen die erste seit dem Mittelalter besteht.
Hessische Gebietsreform (1970–1977)
Im Zuge der Gebietsreform in Hessen wurden am 1. Januar 1977 die bis dahin selbstständige Gemeinde Hörbach, die Stadt Herborn und weitere bis dahin selbstständigen Gemeinden durch das Gesetz zur Neugliederung des Dillkreises, der Landkreise Gießen und Wetzlar und der Stadt Gießen zur neuen Stadt Herborn zusammengeschlossen. Für den Stadtteil Hörbach wurde, wie für die anderen nach Herborn eingegliederten Gemeinden, ein Ortsbezirk mit Ortsbeirat und Ortsvorsteher nach der Hessischen Gemeindeordnung eingerichtet.

### Verwaltungsgeschichte im Überblick
Die folgende Liste zeigt die Herrschaftsgebiete und Staaten, in denen Hörbach lag, bzw. die Verwaltungseinheiten, denen es unterstand:
- vor 1739: Heiliges Römisches Reich, Grafschaft/Fürstentum Nassau-Dillenburg, Amt Herborn
- ab 1739: Heiliges Römisches Reich, Fürstentum Nassau-Diez, Amt Herborn
- 1806–1813: Großherzogtum Berg, Département Sieg, Arrondissement Dillenburg, Kanton Herborn
- 1813–1815: Fürstentum Nassau-Oranien, Amt Herborn
- ab 1816: Herzogtum Nassau[Anm. 1], Amt Herborn
- ab 1849: Herzogtum Nassau, Kreisamt Herborn[Anm. 2]
- ab 1854: Herzogtum Nassau, Amt Herborn
- ab 1867: Norddeutscher Bund[Anm. 3], Königreich Preußen, Provinz Hessen-Nassau, Regierungsbezirk Wiesbaden, Dillkreis[Anm. 4]
- ab 1871: Deutsches Reich, Königreich Preußen, Provinz Hessen-Nassau, Regierungsbezirk Wiesbaden, Dillkreis
- ab 1918: Deutsches Reich, Freistaat Preußen, Provinz Hessen-Nassau, Regierungsbezirk Wiesbaden, Dillkreis
- ab 1932: Deutsches Reich, Freistaat Preußen, Provinz Hessen-Nassau, Regierungsbezirk Wiesbaden, Landkreis Dillenburg
- ab 1933: Deutsches Reich, Freistaat Preußen, Provinz Hessen-Nassau, Regierungsbezirk Wiesbaden, Dillkreis
- ab 1944: Deutsches Reich, Freistaat Preußen, Provinz Nassau, Dillkreis
- ab 1945: Amerikanische Besatzungszone, Groß-Hessen, Regierungsbezirk Wiesbaden, Dillkreis
- ab 1946: Amerikanische Besatzungszone, Hessen, Regierungsbezirk Wiesbaden, Dillkreis
- ab 1949: Bundesrepublik Deutschland, Hessen, Regierungsbezirk Wiesbaden, Dillkreis
- ab 1968: Bundesrepublik Deutschland, Hessen, Regierungsbezirk Darmstadt, Dillkreis
- ab 1970: Bundesrepublik Deutschland, Hessen, Regierungsbezirk Darmstadt, Dillkreis
- ab 1977: Bundesrepublik Deutschland, Hessen, Regierungsbezirk Darmstadt, Lahn-Dill-Kreis, Stadt Herborn[Anm. 5]
- ab 1981: Bundesrepublik Deutschland, Hessen, Regierungsbezirk Gießen, Lahn-Dill-Kreis, Stadt Herborn

### Bevölkerung

#### Einwohnerentwicklung
| Hörbach: Einwohnerzahlen von 1834 bis 2020 | Hörbach: Einwohnerzahlen von 1834 bis 2020 | Hörbach: Einwohnerzahlen von 1834 bis 2020 | Hörbach: Einwohnerzahlen von 1834 bis 2020 | Hörbach: Einwohnerzahlen von 1834 bis 2020 |
| --- | ------------------------------------------ | ------------------------------------------ | ------------------------------------------ | ------------------------------------------ |
| Jahr |                                            |                                            |                                            | Einwohner                                  |
| 1834 | 1834                                       |                                            | 310                                        | 310                                        |
| 1840 | 1840                                       |                                            | 317                                        | 317                                        |
| 1846 | 1846                                       |                                            | 335                                        | 335                                        |
| 1852 | 1852                                       |                                            | 363                                        | 363                                        |
| 1858 | 1858                                       |                                            | 365                                        | 365                                        |
| 1864 | 1864                                       |                                            | 386                                        | 386                                        |
| 1871 | 1871                                       |                                            | 372                                        | 372                                        |
| 1875 | 1875                                       |                                            | 363                                        | 363                                        |
| 1885 | 1885                                       |                                            | 428                                        | 428                                        |
| 1895 | 1895                                       |                                            | 475                                        | 475                                        |
| 1905 | 1905                                       |                                            | 545                                        | 545                                        |
| 1910 | 1910                                       |                                            | 571                                        | 571                                        |
| 1925 | 1925                                       |                                            | 642                                        | 642                                        |
| 1939 | 1939                                       |                                            | 742                                        | 742                                        |
| 1946 | 1946                                       |                                            | 932                                        | 932                                        |
| 1950 | 1950                                       |                                            | 969                                        | 969                                        |
| 1956 | 1956                                       |                                            | 1.006                                      | 1.006                                      |
| 1961 | 1961                                       |                                            | 1.106                                      | 1.106                                      |
| 1967 | 1967                                       |                                            | 1.180                                      | 1.180                                      |
| 1970 | 1970                                       |                                            | 1.247                                      | 1.247                                      |
| 1983 | 1983                                       |                                            | ?                                          | ?                                          |
| 1997 | 1997                                       |                                            | 1.344                                      | 1.344                                      |
| 1999 | 1999                                       |                                            | 1.348                                      | 1.348                                      |
| 2003 | 2003                                       |                                            | 1.352                                      | 1.352                                      |
| 2008 | 2008                                       |                                            | 1.345                                      | 1.345                                      |
| 2011 | 2011                                       |                                            | 1.365                                      | 1.365                                      |
| 2014 | 2014                                       |                                            | 1.366                                      | 1.366                                      |
| 2018 | 2018                                       |                                            | 1.349                                      | 1.349                                      |
| 2020 | 2020                                       |                                            | 1.319                                      | 1.319                                      |
| Datenquelle: Historisches Gemeindeverzeichnis für Hessen: Die Bevölkerung der Gemeinden 1834 bis 1967. Wiesbaden: Hessisches Statistisches Landesamt, 1968. Weitere Quellen: nach 1970 Stadt Herborn: Einwohnerzahlen; Zensus 2011 |                                            |                                            |                                            |                                            |

#### Religionszugehörigkeit
| • 1885: | 0426 evangelische (= 99,53 %), zwei katholische (= 0,47 %) Einwohner   |
| • 1961: | 1001 evangelische (= 90,51 %) und 100 katholische (= 9,04 %) Einwohner |

## Politik
Für Hörbach gibt es einen Ortsbeirat mit einem Ortsvorsteher. Der Ortsbeirat besteht aus acht Mitgliedern. Nach den Kommunalwahlen in Hessen 2021 ist Andreas Theis Ortsvorsteher.

## Kultur und Sehenswürdigkeiten
Hörbach bildet mit Hirschberg und Guntersdorf eine evangelische Kirchengemeinde.
Kulturdenkmäler
Siehe Liste der Kulturdenkmäler in Hörbach.

## Infrastruktur
Den öffentlichen Personennahverkehr stellen die RMV Buslinien 501, 502 und 505 sicher.